# Єрихон (ракета)
«Єрихон» (івр. יְרִיחוֹ "Йерихо́) — сімейство ізраїльських балістичних ракет, до якого входять оперативно-тактичні ракети, ракети середньої дальності і, можливо, міжконтинентальні балістичні ракети. Ці ракети можуть нести головну частину в ядерному спорядженні. Програму розробки було розпочато у 1970-х роках. «Єріхони» розгорнуті на військовій базі Сдот-Міха поблизу населених пунктів Захарія та Сдот-Міха.

## «Єрихон-1»
Збудована наприкінці 1971 року. Габарити — 13,4 м у довжину, 0,8 м у діаметрі; вага — 6,7 тонни. Розроблена та серійно випускалася в Ізраїлі концерном IAI. Збудовано близько 100 одиниць.

## «Єрихон-2»
Створена в середині 1980-х років як розвиток ракет «Єрихон-1». Стартова вага — 26 тонн, має два ступені. Дальність — від 1500 до 3500 км залежно від модифікації. Габарити — 14.0 м у довжину, 1.56 м у діаметрі.

## «Єрихон-3»
«Єрихон-3» є розвитком ракети «Єрихон-2», її розроблення було завершено у 2005 році. «Єрихон-3» є триступінчастою балістичною ракетою з головною частиною масою до однієї тонни, здатної доставити ядерну боєголовку на дальність 2000—4800 км.
Однак, відсутність достовірних даних і високий ступінь секретності робіт, що проводяться Ізраїлем, призвели до того, що в засобах масової інформації тактико-технічні характеристики ракети оцінюються у вельми широких межах, створюючи плутанину. Так, деякі іноземні джерела оцінюють максимальну дальність «Єрихону-3» у 6500 км і навіть до 11 500 км, тобто як міжконтинентальну; повідомляється про можливість установки головної частини, що розділяється, з 2—3 бойовими блоками, можливе використання мобільної пускової установки, про можливу наявність у ЦАХАЛ до трьох ескадрилій «Єрихон-3», про можливу наявність ГЧ з радіолокаційною головкою самонаведення і т. д. повідомлення ЗМІ за результатами випробувального пуску 17 січня 2008 говориться про пуск двоступінчастої ракети на дальність 4000 км.
Торкаючись теми «Єрихону-3», навіть ізраїльські ЗМІ ґрунтуються на анонімних джерелах міноборони та частково на західних джерелах, залишаючись при цьому стриманішими в оцінках. Так, коментуючи вказану в публікаціях Jane’s Weapon Systems можливість пуску ракети на дальність в діапазоні 4800 — 11 500 км, робиться застереження щодо залежності дальності польоту від маси бойового оснащення. Маса бойового оснащення, яку «Єрихон-3» може закинути на максимальну дальність (тобто 11 500 км)11 500 км), оцінюється лише в 750 кг, а з масою 350 кг може навіть перевершити й цей максимальний радіус.
Згідно з офіційною доповіддю, яка була представлена в Конгресі США у 2004 році, зазначена можливість пуску ракети на дальність в 11500 км при масі бойового оснащення в 1000 кг. За даними закордонних видань, Ізраїль розробляє «Єрихон-4», нову модель балістичної ракети великої дальності. У Вісконсінському проєкті, який здійснює контроль над ядерними озброєннями у всьому світі, стверджується, що Ізраїль завершив створення 4800-кілометрової балістичної ракети «Єрихон-3». У доповіді також стверджується, що це триступенева ракета. Як згадувалося, Ізраїль перейшов до розвитку наступного покоління.
Ізраїль ніколи офіційно не надавав інформацію про свої можливості в галузі балістичних ракет.

## Оператори
- Ізраїль — близько 24 одиниць Єрихон-2, станом на 2018 рік[5]